# Hermann Willink
Georg Hermann Elking Willink (* 25. November 1879 in Hamburg; † 12. August 1965 in Hamburg-Niendorf) war ein deutscher Bankier.

## Leben
Willink machte eine Ausbildung bei Joh. Berenberg, Gossler & Co. Nach Ableistung seines Militärdienst und fünf Jahren Tätigkeit in Spanien, England und der USA wurde er 1905 bei der Norddeutschen Bank angestellt. 1906 wurde er dort zum Prokuristen, 1910 zum stellvertretenden Direktor ernannt.
Ab 1919 war Willink Direktor der Norddeutschen Bank, später Geschäftsinhaber (persönlich haftender Gesellschafter) der Norddeutschen Bank, von 1929 bis 1945 war er Direktor der Deutschen Bank und Diskontgesellschaft und damit Mitglied des Vorstandes der Deutschen Bank. Von 1946 bis 1948 war er Treuhänder bei Reemtsma.
Von 1948 bis 1953 war er Vorstandsmitglied der Vereinsbank Hamburg.
Von 1914 bis 1918 war Willink Teilnehmer des Ersten Weltkrieges, als Rittmeister der Reserve des Husaren-Regiment „Kaiser Franz Josef von Österreich, König von Ungarn“ (Schleswig-Holsteinisches) Nr. 16.
Als Parteiloser bekleidete Willink unter Bürgermeister Rudolf Petersen im Zeitraum 3. August 1945 bis 4. Februar 1946 das Amt des Finanzsenators in der Hansestadt. Auf Veranlassung der Britischen Besatzungsmacht musste Hermann Willink sein Amt Anfang 1946 aufgeben. Vorgeworfen wurde ihm fehlende Wirksamkeit.
Er gehörte dem Aufsichtsrat der Phoenix Gummiwerke Aktiengesellschaft in Harburg sowie anderer Unternehmen an. Von 1945 bis 1957 gehörte Willink dem Aufsichtsrat der Hypothekenbank in Hamburg an.
Willink zählte zu den Mitbegründern des Hamburger Nationalklubs und gehörte bis 1934 dem Vorstand an.

## Familie
Willinks Großvater war Carl Heinrich Willink. Er heiratete am 27. Mai 1911 Alida Susanne Mutzenbecher, Tochter von Hermann Mutzenbecher.